# 투샤르 칸드케르
투샤르 칸드케르(힌디어: तुषार खांडेकर, 1985년 4월 5일 ~ )는 인도의 은퇴한 필드하키 선수로 포지션은 공격수이다. 2012년 하계 올림픽에 인도 대표팀의 일원으로 참가하였다. 그의 아버지, 삼촌, 형도 필드하키 선수로 활동했다.